# Banks (Alabama)
Pour les articles homonymes, voir Banks.
Banks est une municipalité américaine située dans le comté de Pike en Alabama.
Selon le recensement de 2010, sa population est de 179 habitants. La municipalité s'étend sur 1,99 milles carrés (5,15 km2).

## Démographie
| 1900 | 1910 | 1920 | 1930 | 1940 | 1950 | 1960 | 1970 |
| ---- | ---- | ---- | ---- | ---- | ---- | ---- | ---- |
| 198  | 307  | 299  | 296  | 252  | 222  | 201  | 170  |

| 1980 | 1990 | 2000 | 2010 | - | - | - | - |
| ---- | ---- | ---- | ---- | - | - | - | - |
| 160  | 195  | 224  | 179  | - | - | - | - |